# Markus Mol
Markus Berntsen Mol (Bergen, 3 de abril de 2002) é um voleibolista indoor e jogador de vôlei de praia norueguês, e que foi medalhista de prata no Campeonato Europeu de Vôlei de Praia Sub-20 de 2021 a Turquia e medalhista de ouro no Campeonato Europeu Sub-22 de 2023 na Romênia.

## Carreira
Ele é filho da ex-voleibolista indoor e de praia Merita Berntsen, esta disputou os Jogos Olímpicos de Atlanta em 1996, e do técnico e ex-voleibolista Kåre Mol, irmão do jogadores de vôlei de praia Anders Mol, Hendrik Mol e Adrian Mol,  também sua irmã  Melina é praticante das modalidades. E estreou ao lado de Jo Sunde no Campeonato Europeu Sub-18 de 2019 sediado em  Baden, e finalizaram na décima sétima posição e estreou no Circuito Mundial ao lado de Christian Sørum no torneio uma estrela de Oslo e conquistaram o segundo lugar.
Na temporada 2019―20 compete no vôlei indoor pelo ToppVolley Norge com ponteiro. Em 2019, disputou ao lado de Nils Ringøen  a etapa Gotemburgo do Circuito Europeu NEVZA de Vôlei de Praia e conquistaram a terceira posição. No ano seguinte estiveram juntos na etapa Liubliana do Circuito Esloveno e terminaram na nona posição, ainda foram os terceiros colocados no Campeonato Norueguês de 2020. Em 2021, terminaram em nono lugar na etapa de Madrid da Continental Cup, e também na edição do Campeonato Europeu Sub-22 em Baden. e ao lado de Jo Sunde conquista a medalha de prata no Campeonato Europeu Sub-20 em Esmirna
Na temporada de 2022, voltou a parceria com Nils Ringøen, terminaram em quarto na etapa de Oddanesand  pelo Circuito NEVZA, ainda disputaram o Future de Klaipėda na ocasião terminaram em décimo terceiro lugar, alcançaram o quinto lugar no Campeonato Europeu Sub-22 de Vlissingen; já pelo circuito mundial, terminaram na quarta posição no Future de Ciro Marina; em seguida com Svein Solhaug alcançou a quinta posição no Future de Varsóvia, mesma colocação obtida ao lado de Jo Sunde no Future de Mysłowice; posteriormente com Svein Solhaug obteve o quinto lugar no Future de Cortegaça e o nono lugar no Future de Baden, e mais uma vez ao lado de Jo Sunde conquistou o primeiro título do Future em Warsaw; juntos disputaram o Challenge nas duas etapas de Dubai, em ambas terminaram na trigésima terceira posição.
Na jornada de 2023, voltou atuar com Nils Ringøen, terminaram na trigésima terceira posições nos Challenge de Itapema e Saquarema, na sequência disputou o Future de Madrid com Jo Sunde e ficaram na nona colocação e conquistaram o título do Future de IOS, o terceiro lugar no Future de Helsínquia, ainda conquistaram o título do Campeonato Europeu Sub-22 de 2023 em Timișoara

## Títulos e resultados
- Future de Varsóvia (II) do Circuito Mundial de Vôlei de Praia de 2023
- Future de Brno do Circuito Mundial de Vôlei de Praia de 2023
- Future de IOS do Circuito Mundial de Vôlei de Praia de 2023
- Future de Varsóvia do Circuito Mundial de Vôlei de Praia de 2022
- Torneio 1* de Oslo do Circuito Mundial de Vôlei de Praia de 2019
- Future de Helsínquia do Circuito Mundial de Vôlei de Praia de 2023
- Future de Ciro Marina do Circuito Mundial de Vôlei de Praia de 2022